# Руст (Баден)
Руст (нем. Rust) — община в Германии, в земле Баден-Вюртемберг.
Подчиняется административному округу Фрайбург. Входит в состав района Ортенау. Население составляет 3736 человек (на 31 декабря 2010 года). Занимает площадь 13,27 км².
По соседству с Рустом находится «Европа-парк», один из крупнейших в Европе парков аттракционов.
Историческая география
В муниципалитете Руст находятся заброшенный Рорбург, на который указывает название местности к югу от Руста, и Танненбака, был идентифицирован археологическими раскопками как средневековый башенный курган.